# Polní podmaršálek
Polní podmaršál(ek) (v němčině Feldmarschalleutnant, FML) byla generálská hodnost, například v rakouské císařsko-královské armádě, zpravidla velitel divize.

## Historie
Tato hodnost, v němčině původně nazývaná General-Feldmarschall-Lieutenant, se objevuje v roce 1632 v císařské armádě Svaté říše římské a užívána bylo i po zřízení stálého vojska v roce 1649.
V posledních letech existence Rakouska-Uherska se hodnost uváděla jako Feldmarschallleutnant či Feldmarschall-Leutnant.

c.a.k. Feldmarschall-Lt -1918